# Ichthyophis orthoplicatus
Ichthyophis orthoplicatus é uma espécie de anfíbio gimnofiono. É endémica das montanhas do Sul-Centro do Sri Lanka. Ocorre em florestas de folha perene, plantações de borracha e de chá, zonas rurais, zonas húmidas e pastagens de gado. Pode estar ameaçada por perda de habitat extrema, causada pela agro-indústria, desflorestação e poluição agro-química.